# Міранда-де-Арга
Міранда-де-Арга (ісп. Miranda de Arga) — муніципалітет в Іспанії, у складі автономної спільноти Наварра. Населення — 957 осіб (2009).
Муніципалітет розташований на відстані близько 280 км на північний схід від Мадрида, 39 км на південь від Памплони.
На території муніципалітету розташовані такі населені пункти: (дані про населення за 2009 рік)
- Міранда-де-Арга: 955 осіб
- Вергаліхо: 2 особи

## Демографія
Динаміка населення (INE ):

## Галерея зображень

Розташування муніципалітету